# Lacsa
Avianca Costa Rica, anciennement Lineas Aereas Costarricenses SA ou LACSA, est la compagnie aérienne du Costa Rica. Elle assure des vols commerciaux vers 35 destinations en Amérique Centrale, du Nord et du Sud, depuis sa plate-forme de correspondance qui se trouve à l'aéroport international Juan Santamaría de San José,,. Lorsqu'elle était filiale du Grupo TACA, elle était connue sous le nom de TACA/LACSA. Depuis mai 2013, lorsque le groupe TACA est vendu, Avianca Costa Rica devient une des 7 Compagnie aérienne porte-drapeau au sein du groupe AviancaTaca.

## Histoire

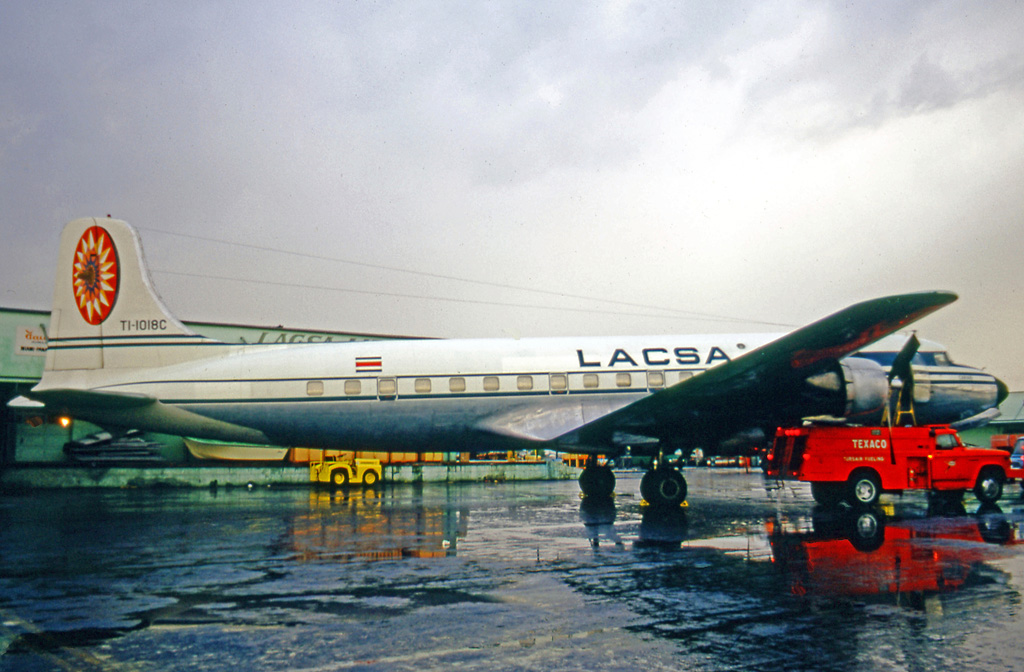
Cargo Douglas DC-6B de LACSA à l'Aéroport international de Miami en 1971

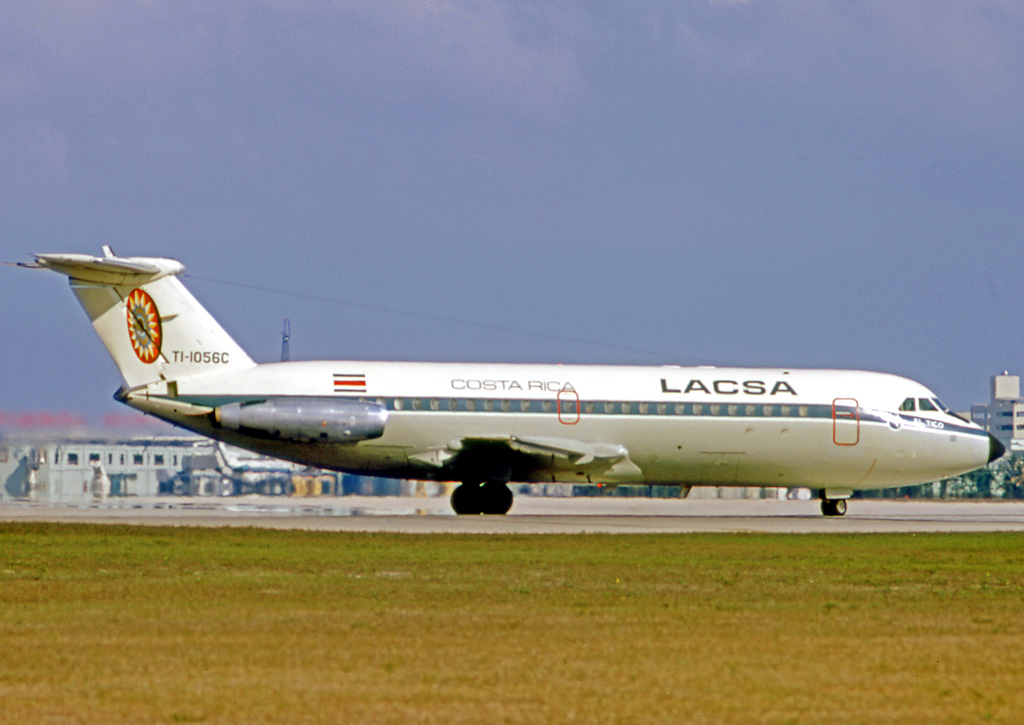
BAC 1-11 de LACSA à l'Miami en 1971

Lacsa est fondée le 17 octobre 1945 par la Pan American World Airways, le gouvernement du Costa Rica et des intérêts privés du Costa Rica. Elle démarre ses opérations le 1er juin 1946 et devient compagnie aérienne nationale en 1949. Ses destinations domestiques sont transférées à sa filiale Sansa (en) en septembre 1959.

## Flotte

### Ancienne flotte de Lacsa
- Beechcraft 18 (C-45 model)
- Boeing 727-200
- Boeing 737-200
- British Aircraft Corporation BAC One-Eleven (Versions standards et séries limitées Model 500)
- Convair 340
- Curtiss C-46
- Douglas DC-3
- Douglas DC-6B

#### Ex-Flotte cargo de Lacsa
- Lockheed L-188 Electra
- Douglas DC-8